# 紀元前164年
紀元前164年（きげんぜん164ねん）は、ローマ暦の年である。

## 他の紀年法
- 干支 : 丁丑
- 日本
  - 孝元天皇51年
  - 皇紀497年
- 中国
  - 前漢 : 文帝16年
- 朝鮮
  - 檀紀2170年
- 仏滅紀元 : 381年
- ユダヤ暦 : 3597年 - 3598年

## できごと

### エジプト
- エジプトの王プトレマイオス6世は弟のプトレマイオス7世にアレクサンドリアを追放され、支援を求めて共和政ローマへ逃れた。

### セレウコス朝
- セレウコス朝の王アンティオコス4世エピファネスはエスファハーンへの遠征中に死去した。わずか9歳であった息子のアンティオコス5世が後を継ぎ、宰相のリュシアスが摂政を務めた。しかしリュシアスはシリアの軍人から反発を受けたため、ローマ元老院はセレウコス5世の息子デメトリオス1世を後継者と認めた。これによりローマ元老院はセレウコス朝に影響力を持つようになった。
- ユダ・マカバイに率いられたユダヤ人の反乱軍とリュシアスに率いられたセレウコス朝の軍がベト・ツルの戦いで戦った。ユダ・マカバイが勝利し、エルサレムを奪還した。ユダは汚されたエルサレム神殿を浄化し、アンティオコス4世によって作られた偶像を破壊した。この神殿では、毎年ハヌカーの日に祭が行われるようになった。

### 共和政ローマ
- ロドス島がローマとの条約に調印し、同盟国になった。
- ルキウス・アエミリウス・パウルス・マケドニクスがケンソルに選ばれた。

## 誕生
- クレオパトラ・テア:セレウコス朝の女王（紀元前121年没）

## 死去
- アンティオコス4世エピファネス:セレウコス朝の王（紀元前215年生）